# Джулия и Джулия (фильм)
«Джулия и Джулия» (итал. Giulia e Giulia) — кинофильм.

## Сюжет
Джулия — молодая женщина, муж которой погиб сразу после свадьбы. Хотя прошло уже семь лет, она так и не вышла замуж и живёт, отгородившись от остального мира. Но её воображение начинает уносить её в два разных мира. В одном из них её муж не погиб, у них ребёнок и она не хочет ничего менять. Однако её шантажирует любовник… А в другом она вдова и за ней ухаживает человек, который ей очень нравится… Проблема в том, что любовник из первого мира и поклонник из второго — один и тот же человек.

## В ролях
- Кэтлин Тёрнер — Джулия
- Гэбриел Бирн — Паоло
- Стинг — Дэниел
- Габриэле Ферцетти — отец Паоло
- Анджела Гудвин — мать Паоло
- Йорго Вояджис — Гоффредо
- Лидия Брокколино — Карло

## Съёмочная группа
- Режиссёр: Петер Дель Монте
- Продюсер: Чезаре Коппо
- Сценарист: Петер Дель Монте
- Композитор: Морис Жарр
- Оператор: Джузеппе Ротунно